# Over the rain ～發亮的橋～
「Over the rain ～發亮的橋～」（日语：Over the rain ～ひかりの橋～）是flumpool的第2張配信限定單曲。

## 解説
2008年11月5日在Mora・MUSICO・MySound配信開始（手機鈴聲在10月22日先行配信開始）。

## 收錄曲
1. Over the rain ～ひかりの橋～
作詞：山村隆太、作曲：トキタサトシ、編曲：百田留衣
  - TBS系劇集『ブラッディ・マンデイ』主題歌

## 相關項目
- 2008年音樂
- BLOODY MONDAY